# Michael Schwartz (administrator educațional)
Michael Schwartz (n. 29 iulie 1937 – d. 2 ianuarie 2024) a fost un administrator academic⁠(en)[traduceți] american, care a fost președinte al Universității de Stat Kent și mai târziu a ocupat aceeași funcție la Universitatea de Stat din Cleveland (CSU). În timp ce era la CSU, a eliminat treptat admiterea deschisă pentru studenții de licență.

## Biografie
Schwartz a avut studii de sociologie, cu toate diplomele (BS, MA, Ph.D.) de la Universitatea din Illinois din Urbana-Champaign. A fost la facultatea de la Universitatea Indiana, Universitatea de Stat Wayne și Universitatea Florida Atlantic. A venit la Kent State University în 1976 ca vicepreședinte pentru studii postuniversitare și cercetare și a fost numit președinte în 1982, funcție pe care a deținut-o până în 1991. Centrul Michael Schwartz, o clădire administrativă găzduită în fosta casă a școlii universitare de stat Kent, poartă numele lui. 
Schwartz a implementat reforme majore în timp ce a condus CSU. Au fost construite noi cămine, un nou centru studențesc și noi clădiri administrative. Au fost și renovări majore ale clădirilor sălilor de clasă. Nu numai că a implementat cerințele de admitere, dar a supravegheat și o creștere majoră a ratei de promovare a baroului a absolvenților de drept din Cleveland-Marshall. Unul dintre ultimele sale acte în calitate de președinte a fost acela de a recomanda înghețarea salariilor pentru următorul an fiscal. 
Schwartz a murit pe 2 ianuarie 2024, la vârsta de 86 de ani. 
Biblioteca de la CSU poartă numele lui Schwartz. 